# Martial industrial
Martial industrial of military pop is te omschrijven als een combinatie van klassieke muziek (en dan vaak de bombastische vormen), darkambient, medieval, industrial en neofolk. Het genre is lastig te definiëren, maar in het algemeen worden bands die samples uit bombastische klassieke muziek combineren met harde slepende ritmes aangeduid als Martial.
De bekendste martial band is de Sloveense formatie Laibach. Vooral hun werk uit de jaren 80 is van grote invloed geweest op de vorming van het genre.
De meeste martial bands zijn geconcentreerd op het Zweedse label Cold meat industry wat eind jaren 80 begon als cassettelabel, en later ook vinyl en CDs uitgaf. Veel bekende martial bands als Sophia, Arcana, In slaughter natives en Sepiroth brengen hier hun albums uit.
De muziek heeft een sterk militairistische inslag, en roep vaak associaties op met vroegere tijden en oorlogen. Het genre is uitgesproken bombastisch, en kent vaak trage marsritmes.
Sommige martial bands zijn ook beïnvloed door meer traditionele popstructuren, waardoor hun muziek, ondanks alle bombast, wat minder zwaar op de maag komt te liggen. Als belangrijkste bands in dit (sub)genre worden het Franse Derniere volonte, en de omstreden Oostenrijkse band Der Blutharsch genoemd.

## Bands
- Sophia
- Arcana
- In slaughter natives
- Karjalan sissit
- Predella avant
- Der Blutharsch
- A Challenge of Honour
- Praetorio
- Derniere volonte
- His divine grace
- Sephiroth
- (oude)Laibach
- Mynox layh
- Triarii